# Nycticebus borneanus
Nycticebus borneanus — вид нічних мокроносих приматів родини лорієвих (Lorisidae). Ендемік Калімантану.

## Таксономія
Раніше вважався підвидом або синонімом Nycticebus menagensis. У 2013 році він отримав статус виду, коли дослідження музейних зразків і фотографій виявили чіткі відмітини на обличчі, які допомогли виділити його як окремий вид.

## Поширення
Nycticebus borneanus тарпляється в центральній південній частині Борнео (індонезійські провінції Центральний Калімантан, Західний Калімантан та Південний Калімантан, але за винятком крайнього південного заходу), на південь від річки Капуас, простягаючись на схід до річки Баріто. Цей вид може зустрічатися симпатрично з Nycticebus kayan або з Nycticebus menagensis. Мешкає в різних середовищах існування від сильно деградованих до незайманих тропічних лісів, плантацій, рівнинних і гірських лісів.

## Опис
Досягає середньої довжини голови та тіла 26,1 см, а форма його тіла подібна до інших товстих лорі. Характерною ознакою виду є колір і форма темно-коричневої лицьової маски навколо очей, яка переважно кругла, але має розсіяну, кутасту форму над очима. Лицьова маска не простягається нижче виличних дуг. «Нашивка на короні», частина лицьової маски, яка тягнеться до верхівки голови, часто кругла, але іноді також виконана у вигляді стрічки. Між очима є біла смуга різної ширини. Вуха волохаті, кольорова смуга перед вухами широка.

## Спосіб життя
Це соціальний вид, що спить та живиться невеликими групками. Основу раціону складають мурашки. Також поїдають пташині яйця, ягоди, членистоногих.